# Basilica di Santa Prassede
La basilica di Santa Prassede è un luogo di culto cattolico del centro di Roma, situato nei pressi della basilica di Santa Maria Maggiore, nel rione Monti. L'entrata principale, di rado utilizzata, è in via San Martino ai Monti, mentre l'entrata abituale, ma secondaria, si trova sul lato destro dell'edificio, che dà su via di Santa Prassede.

## Storia

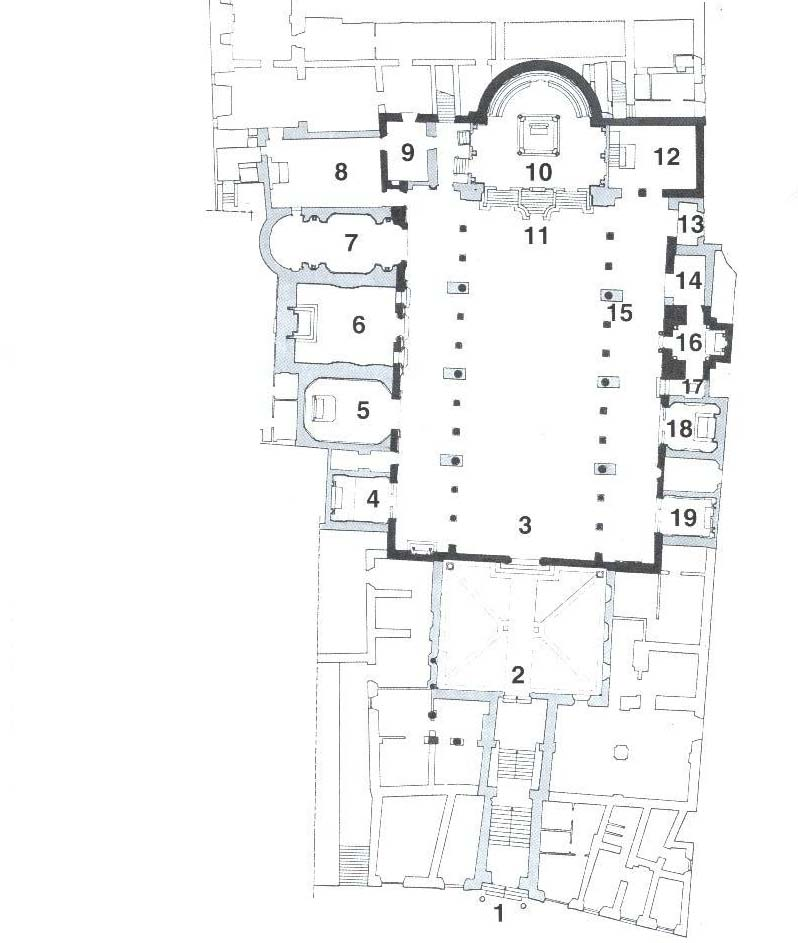
Planimetria della chiesa

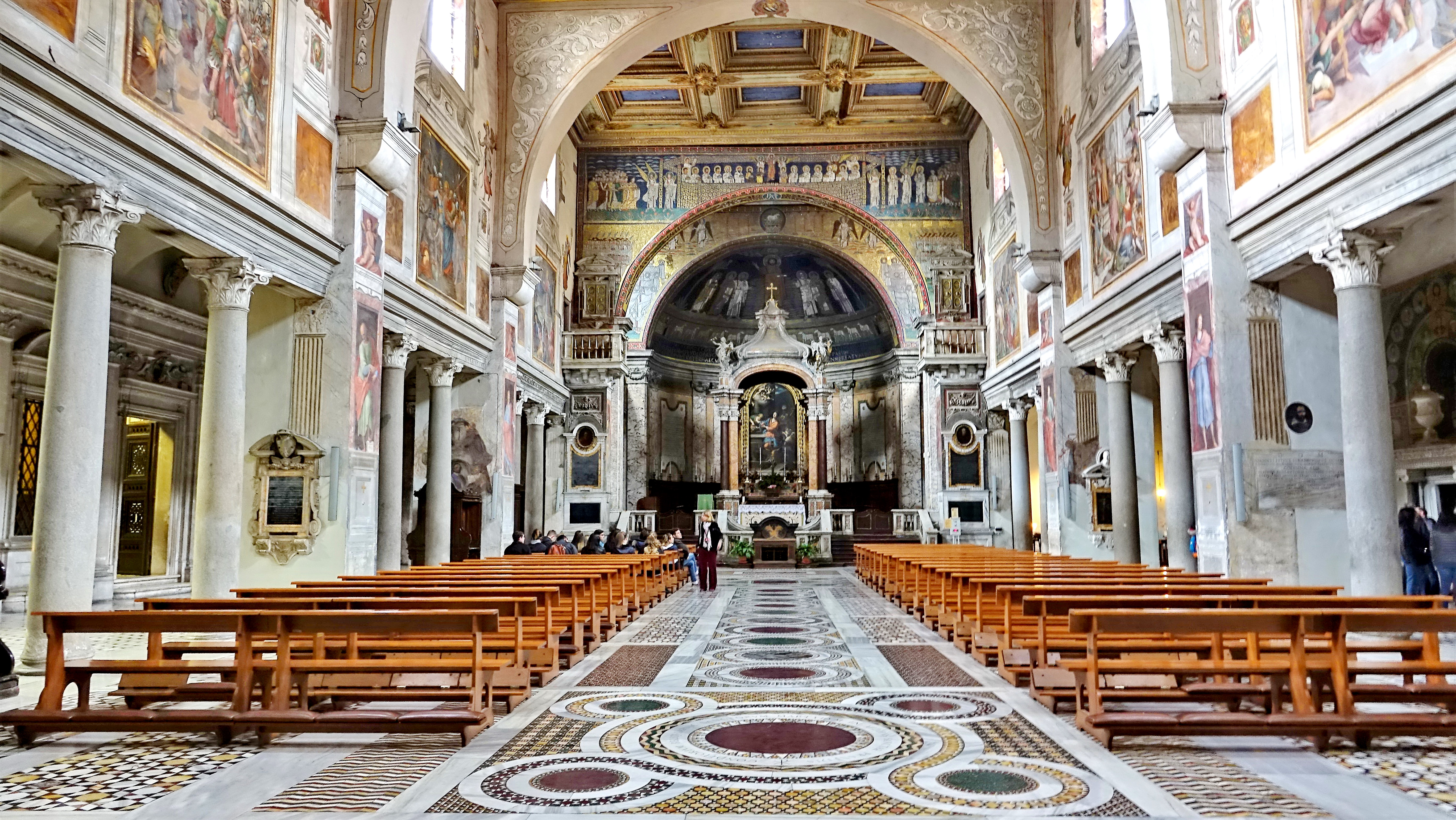
L'interno della chiesa

La chiesa ha origini molto antiche. Attorno alla basilica di Santa Maria Maggiore sorsero molte chiese, tra cui, come attesta una lapide del 491, un titulus Praxedis. Questo fa riferimento alle vicende della famiglia del senatore Pudente (I secolo d.C.), che la tradizione enuclea tra le prime persone convertite a Roma dall'apostolo Pietro; con Pudente si convertirono al cristianesimo anche le figlie Pudenziana e Prassede.
Pudente possedeva una villa i cui resti sono nove metri sotto l'attuale basilica, nella quale nascondeva i cristiani perseguitati, secondo alcune fonti anche l'apostolo Pietro. Quando Pudente subì il martirio, Prassede e Pudenziana, con il consenso di papa Pio I fecero costruire nel 142/145 circa un battistero per battezzare i nuovi cristiani. Anche Prassede e Pudenziana subirono il martirio durante le persecuzioni di Antonino Pio.
Alla morte di Pudenziana, Prassede utilizzò il patrimonio della sua famiglia per costruire una chiesa "sub titulo Praxedis". Nascose molti cristiani perseguitati, quando questi furono scoperti e martirizzati, raccolse i corpi per seppellirli nel cimitero di Priscilla sulla Via Salaria, dove anche lei trovò sepoltura insieme alla sorella e al padre. Si racconta che Prassede raccoglieva con una spugna il sangue dei martiri per versarlo in un pozzo.
Il Liber pontificalis  informa che papa Adriano I verso l'anno 780 rinnovò completamente ciò che restava del titulus Praxedis. La chiesa attuale invece si deve al rifacimento operato da papa Pasquale I nell'817, che costruì un nuovo edificio sacro al posto del precedente, ormai fatiscente. La nuova chiesa era destinata ad accogliere le ossa dei martiri sepolti nel cimitero di Priscilla. Fin dal IX secolo la chiesa era inserita nel tessuto edilizio a tal punto che la facciata non era visibile dalla strada, come lo è tuttora.
A metà del XII secolo la chiesa fu affidata ai canonici regolari di Santa Maria del Reno di Bologna, i quali però gestirono molto male l'intero complesso, così che papa Celestino III, alla fine del secolo, si vide costretto a togliere loro la chiesa, e il suo successore, papa Innocenzo III, ad assegnarla, nel 1198, ai monaci di Vallombrosa, che ancora oggi la possiedono. Nella prima metà del XIII secolo, le strutture della navata centrale furono rafforzate con l'inserimento di tre grandi archi e sei grossi pilastri. In questo stesso periodo fu aggiunto il campanile, inserito però occupando parte del transetto di sinistra. Probabilmente a causa della sopravvenuta mancanza di simmetria del transetto, alla fine del secolo fu inserita nel transetto opposto, la cappella che oggi si chiama del Crocifisso.
Altri interventi, interni alla chiesa, si operarono nei secoli successivi, commissionati dai vari cardinali titolari della basilica. In particolare si ricordano gli interventi dei cardinali Antonio Pallavicini Gentili, che rifece la zona del presbiterio; Carlo Borromeo, che rifece la scalinata d'accesso, il portale centrale e la sacrestia, mise la copertura a volta nelle navate laterali, aprì le otto grandi finestre della navata centrale (erano 24 ai tempi di Pasquale I); Alessandro de' Medici commissionò la decorazione di tutta la navata centrale; infine il cardinale Lodovico Pico della Mirandola, nella prima metà del XVIII secolo, su indicazione del sinodo romano del 1725, fece cercare le reliquie antiche, e ciò occasionò un nuovo intervento nella zona presbiteriale e il rifacimento della cripta.
Infine nel corso dei secoli XIX e XX diversi interventi mirarono al recupero delle strutture medievali attraverso la distruzione delle aggiunte successive: così nel 1918 fu rifatto il pavimento in stile cosmatesco, e nel 1937 venne tolto l'intonaco della facciata per ripristinare l'antica struttura.
Il titolo cardinalizio di Santa Prassede fu eretto da papa Evaristo intorno al 112.

## Descrizione

### Pianta
La pianta della Basilica prende come modello la pianta della primitiva Basilica di San Pietro, con una navata centrale, due navate laterali divise da colonne, un transetto e un'abside, all'esterno un portale con scalinata e un portico.

### Facciata
La facciata della basilica, non visibile dalla strada, è all'interno di un cortile quadrangolare delimitato da edifici abitativi. L'accesso allo spazio aperto, che rimarca, seppur in parte, l'antico quadriportico paleocristiano, nel quale sono state ritrovate delle colonne, alcune probabilmente appartenenti al quadriportico originale, si ha attraverso una lunga scalinata in discesa che si apre su via di San Martino ai Monti con l'antico protiro originale con volta a botte romanica sorretto da due colonne di spoglio con capitelli ionici, quello di sinistra originale romano, quello di destra rifacimento medioevale. alla base una loggetta in un sobrio stile barocco aggiunta nel XVI secolo.
Nei muri della scalinata, sono state poste le lunette dell'antico ciborio.
La facciata fu restaurata nel 1937/38. Fu rimosso l'intonaco, lasciando a vista il paramento murario costituito da mattoni e fu chiusa la finestra barocca che era stata aperta al centro. La facciata era in origine coperta da mosaici, dei quali sono rimaste piccole tracce sulla monofora di sinistra; possiede ancora le tre monofore ad arco a tutto sesto paleocristiane e, nella parte inferiore, il portale barocco con timpano marmoreo del 1575 con un cornicione riccamente scolpito. Durante i restauri non è stato possibile riaprire le porte laterali, dato che sulla parete di controfacciata sono presenti elementi architettonici e pittorici di epoche più recenti.

### Interno

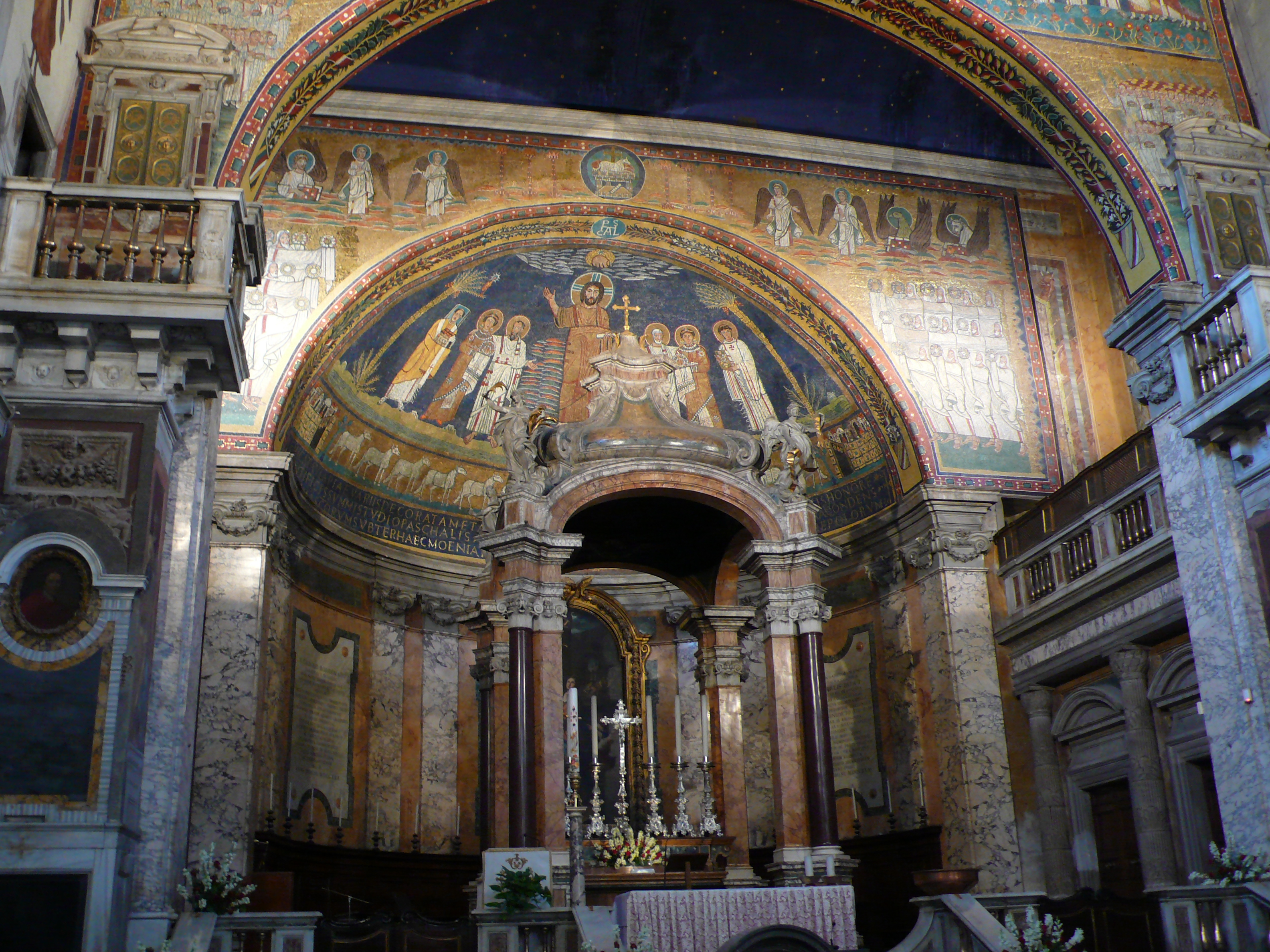
Il presbiterio ed i mosaici del IX secolo

La basilica è a tre navate suddivisa da colonne e dai pilastri che reggono gli arconi di rafforzamento del XIII secolo.

#### Presbiterio
La zona del presbiterio così come appare oggi, è dovuta ai rifacimenti voluti dal cardinale Lodovico Pico della Mirandola a seguito delle direttive emanate dal Concilio straordinario romano del 1725 voluto da papa Benedetto XIV ed eseguiti tra il 1728 e il 1734 su progetto di Francesco Ferrari; in questa occasione furono trovate molte reliquie al di sotto dell'altare maggiore, probabilmente quelle spostate da papa Pasquale I nell'817, dal Cimitero di Priscilla, comprese quelle di Pudente, Prassede e Pudenziana.
I lavori portarono alla realizzazione della balaustrata, di tre rampe di scale (due laterali di accesso alla zona presbiteriale ed una, quella centrale, alla cripta), del ciborio, del nuovo altare e degli stalli lignei del coro.
È delimitato dall'abside e da due quinte con tre colonne e due porte per lato. Le colonne di origine greca risalenti al I/II secolo, erano state inglobate nei muri, i lavori le hanno rimesse alla luce. I capitelli già modificati nel Medioevo, sono stati riadattati per sostenere l'architrave. Tre delle quattro porte sono solo decorative.
Sopra le quinte ci sono a destra la "Pala dell'Assunta" del 1880 di Francesco Gai, a sinistra l'organo di Filippo Tronci del 1884 e ampliato nel 1942 da Giovanni Tamburini.
Allo scopo di rendere visibile l'altare, venne fatta una balaustra ribassata al centro, con due scalinate laterali che salgono verso il Presbiterio e una scala centrale che scende verso la cripta.
Il centro dell'abside è chiuso da un quadro del 1753 di Domenico Maria Muratori, che raffigura Santa Prassede che raccoglie il sangue dei martiri. La visione prospettica mostra a chi guarda, il dipinto perfettamente incorniciato dalle colonne del ciborio.
Il ciborio a pianta quadrata, è sostenuto da quattro colonne in porfido rosso che appartenevano al precedente ciborio, sulla cupola, quattro angeli in stucco realizzati da Giuseppe Rusconi. L'interno della cupola è stato dipinto da Antonio Bicchierai nel 1730. Questa nuova sistemazione del presbiterio sconvolse i progetti originari di papa Pasquale I; infatti l'attuale ciborio diventa il nuovo fulcro di attrazione, sovrapponendosi però alla retrostante decorazione musiva dell'abside.
Sui pilastri dell'arco che delimita il presbiterio, si trovano due poggioli con balaustrini in ottone e armadi reliquiari. I balaustrini sono l'unico elemento architettonico del presbiterio risalenti alla precedente ristrutturazione del 1575. Per la loro realizzazione furono sacrificati una parte dei mosaici dell'arco.
Nelle facce interne dei piloni dell'arco trionfale, due affreschi che rappresentano San Pietro e San Paolo, dipinti da Antonio Bicchierai nel 1730 circa.
Sotto il poggiolo di destra, una lapide del 1743 dedicata a Lodovico Pico Della Mirandola, sotto quello di sinistra la lapide commemorativa di Angelo Maria Querini.
L'elemento più rilevante della chiesa è il ciclo di mosaici, risalenti al rifacimento del IX secolo fatto eseguire da papa Pasquale I, e che coprono il catino absidale, l'arco absidale e l'arco trionfale.

#### Catino absidale

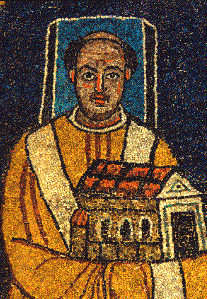
Papa Pasquale I con in mano il modellino della basilica

L'iconografia del catino absidale è suddivisa in due parti.
- Nella parte superiore, è collocato al centro, tra nuvole stilizzate, il Cristo in piedi con aureola dorata, in cui campeggia una croce azzurra; egli ha la mano destra alzata per mostrare i segni dei chiodi e la mano sinistra racchiusa attorno ad un rotolo. Sopra il Cristo è la mano di Dio Padre, che, emergendo tra le nuvole, impone al figlio la corona della gloria. Ai lati di Gesù si trovano: alla sua sinistra le figure di san Pietro, santa Pudenziana e un diacono (la cui identificazione è incerta); alla sua destra le figure di san Paolo, santa Prassede e di papa Pasquale I (con l'aureola quadrata che contraddistingue i vivi, e che presenta un modello della chiesa offrendolo a Gesù). Questi sette personaggi sono racchiusi in uno spazio delimitato da due palme, che richiamano il paradiso: sulla palma di sinistra, è raffigurata la fenice (simbolo di nascita e di rinascita). Questa parte è separata dalla successiva dalla rappresentazione stilizzata del fiume Giordano, così come ricorda la scritta ivi apposta (Iordanes).
- Nella parte inferiore del mosaico absidale sono rappresentati 13 agnelli. Al centro è Cristo, Agnello pasquale, posto su una piccola altura da cui sgorgano i quattro fiumi del paradiso, che scorrono nella direzione dei quattro punti cardinali (simbolicamente rappresentano anche i quattro evangelisti). I sei agnelli per lato, che guardano in direzione dell'Agnello-Cristo, raffigurano i dodici apostoli; ai lati dei due gruppi di apostoli vi sono le rappresentazioni delle città di Betlemme (a sinistra) e di Gerusalemme (a destra). Questa parte inferiore del catino absidale è chiusa dall'iscrizione fatta apporre da papa Pasquale, con la quale il pontefice spera che l'offerta a Cristo del nuovo edificio gli garantisca un posto nel paradiso:

#### Arco absidale
L'iconografia dell'arco absidale fa riferimento al libro dell'Apocalisse, capitoli Apocalisse 4-5. Al centro dell'arco, è posta la figura di Cristo-Agnello, all'interno di un medaglione blu: egli è seduto su un trono, ai cui lati ci sono i sette candelabri, che l'Apocalisse identifica con le chiese dell'Asia (1,20). Completano la rappresentazione quattro angeli e i simboli dei quattro evangelisti. In basso, ventiquattro vegliardi: tutte queste figure sono equamente distribuite nella parte destra e sinistra dell'arco absidale.
Gli angeli sono raffigurati in piedi, sopra delle piccole nubi. I quattro esseri viventi sono identificati con i quattro evangelisti: ciascuno infatti porta in mano un libro, il vangelo. A destra c'è l'aquila (Giovanni) ed il toro (Luca); a sinistra un uomo (Matteo) ed il leone (Marco). I vegliardi sono posti sotto gli evangelisti, dodici per parte, suddivisi in tre file di quattro personaggi: essi sono vestiti di bianco, e con le mani velate offrono a Cristo delle corone d'oro.

#### Arco trionfale

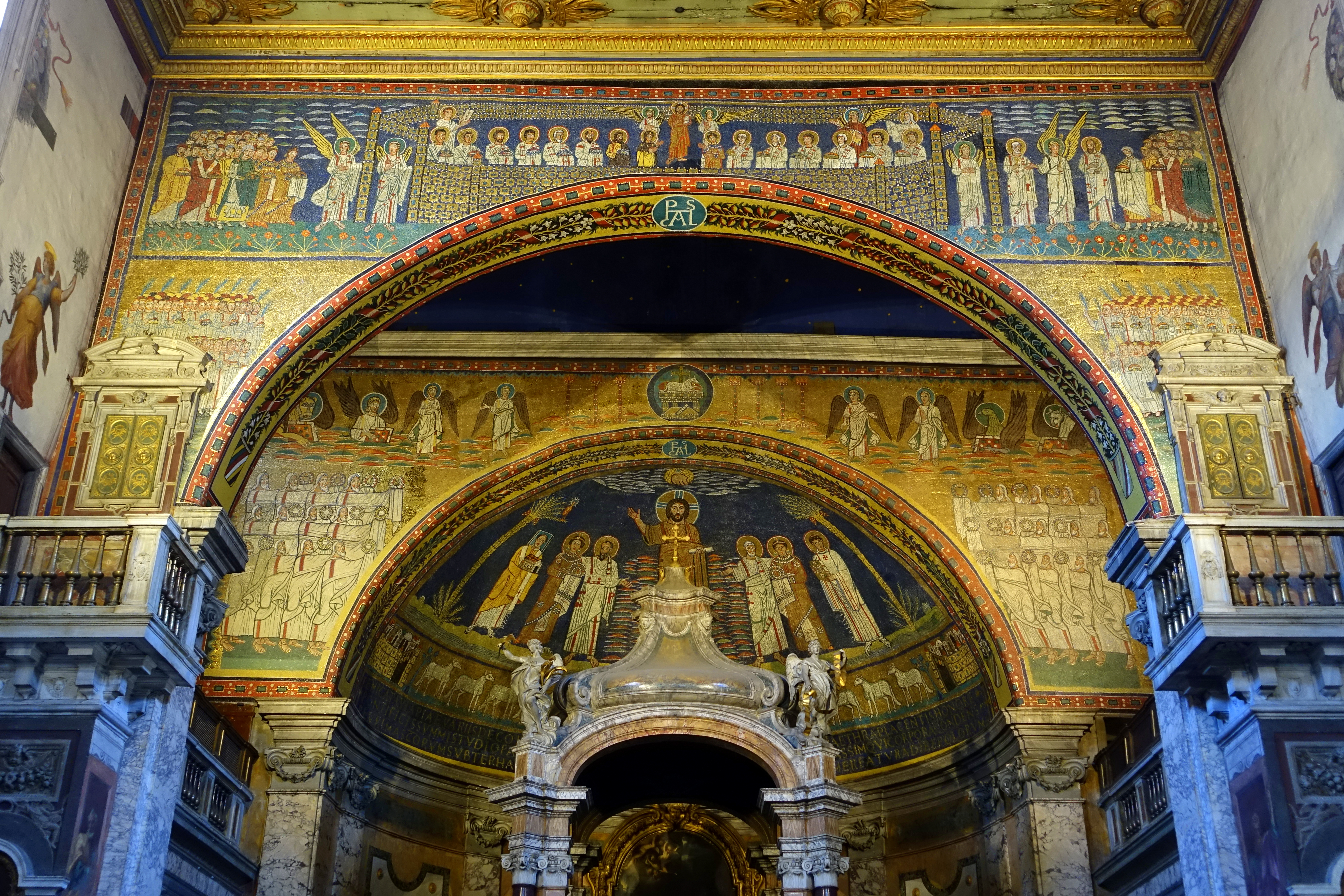
In primo piano l'arco trionfale; in secondo piano l'arco absidale

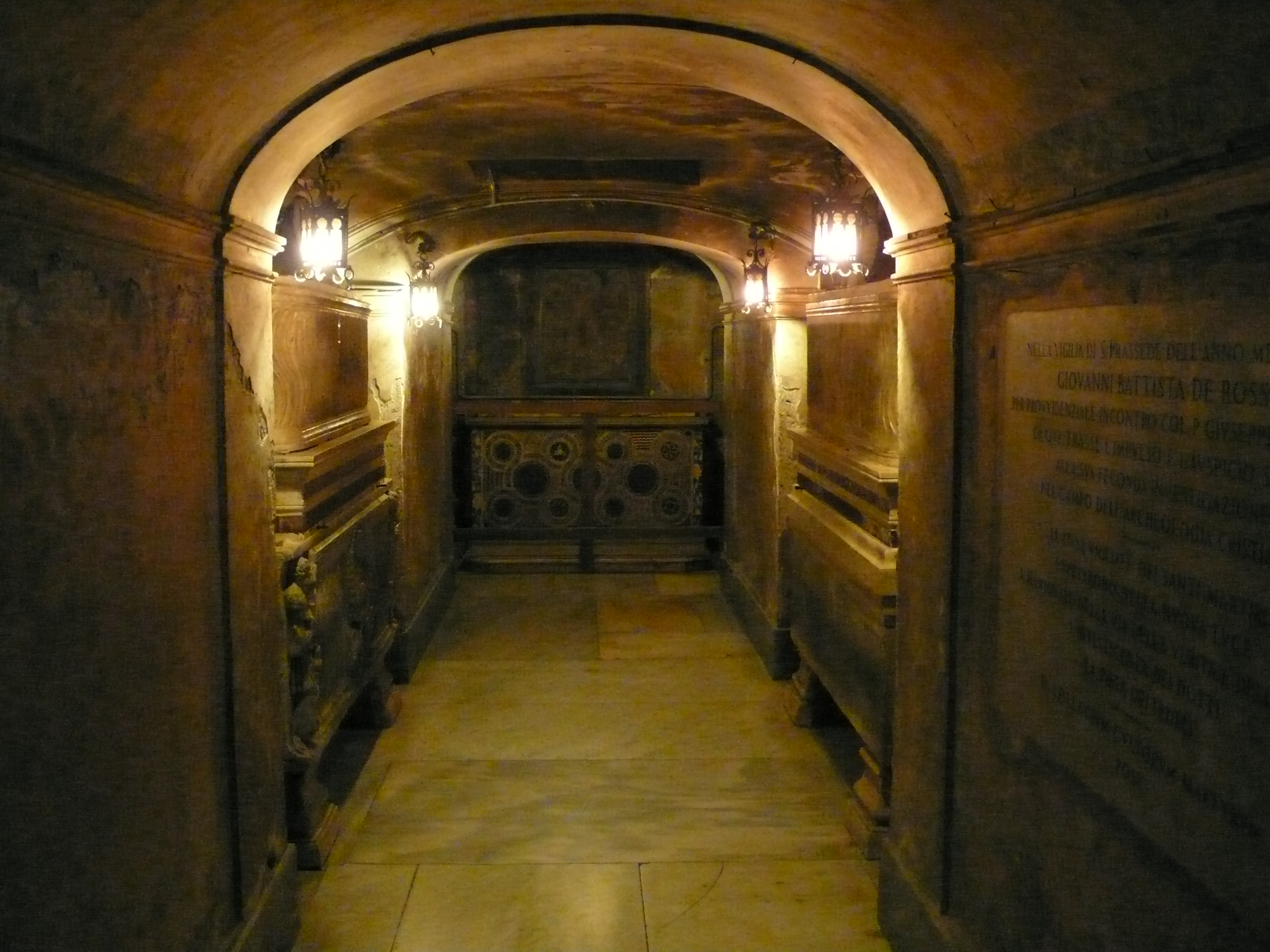
La cripta

L'iconografia dell'arco trionfale fa riferimento al capitolo 21 del libro dell'Apocalisse. Al centro dell'arco, all'interno di una cittadella stilizzata (che rappresenta la Gerusalemme Celeste), sono raffigurati 21 personaggi. Al centro c'è Cristo con tunica rossa, affiancato da due angeli; al di sotto di questi, a sinistra le figure di Maria e Giovanni Battista, a destra santa Prassede. Seguono i dodici apostoli, sei per lato. Alle estremità si trovano: a sinistra Mosè che tiene in mano una tavola con la scritta Lege (legge); a destra il profeta Elia che tende le braccia verso Cristo. Vicino ad Elia, vi è la raffigurazione di un angelo, con in mano un libro, presumibilmente simbolo del Nuovo Testamento - in contrapposizione con la "Lege" veterotestamentaria di Mosè - e una canna. La cittadella ha due porte aperte, a destra e a sinistra, entrambe custodite da un angelo.
All'esterno della cittadella, su due ordini, sono rappresentati gli eletti di cui parla l'Apocalisse (7,4 e 14,1). Gli eletti dell'ordine superiore, sono suddivisi in due gruppi, a destra e a sinistra, entrambi guidati da un angelo con le ali alzate e che indica loro l'entrata della città: si possono riconoscere Pietro e Paolo (a destra), vescovi (con casula e pallio), martiri (con la corona), donne riccamente vestite, ufficiali (con la clamide). Nell'ordine inferiore sono raffigurati altri eletti, in modo indistinto, che agitano rami di palma.
Le basi dell'arco trionfale sono state modificate da Carlo Borromeo, per la costruzione di due edicole per la conservazione dei reliquiari; ciò ha comportato la distruzione della parte inferiore del mosaico. Sulla colonna destra dell'arco trionfale, sopra la lapide, è collocato il Ritratto del cardinale Angelo Maria Querini (1747) di Giacomo Zoboli

#### Cripta
Anche la cripta, come la zona sovrastante, fu rifatta nel corso degli anni 1728-1734. In precedenza esisteva una camera con le reliquie, a cui si accedeva tramite due scale; essa conservava anche due sarcofagi, le cui iscrizioni indicavano che essi contenevano i corpi di Prassede e Pudenziana. Oggi l'ingresso è unico, e porta ad un corridoio, dove sono collocati quattro sarcofagi, che termina con un altare cosmatesco, ove è presente un affresco, rifacimento settecentesco di quello esistente nell'antica camera reliquiaria ed andato distrutto. Una seconda scala-porta collega la cripta con la cappella del Crocifisso.

#### Organo a canne
Sulla cantoria alla sinistra dell'altare maggiore, che occupa in larghezza e profondità tutto quello che in origine era il braccio sinistro del transetto, si trova l'organo a canne Tamburini opus 246, costruito nel 1942 riutilizzando parte del precedente organo, un Tronci del XIX secolo. Lo strumento è a trasmissione elettrica, con consolle indipendente situata nel presbiterio. Quest'ultima ha due tastiere di 61 note ciascuna e pedaliera concavo-radiale di 32 note.

### Navata centrale
La navata centrale è divisa dalle laterali da ventiquattro colonne che sorreggono l'architrave, con il corpo originale e i capitelli trasformati alla fine del XVI secolo. Per consolidare la struttura pericolante, nel XIII secolo furono costruiti tre archi trasversali, inglobando e sacrificando sei colonne. Gli archi dividono il corpo della Basilica in quattro sezioni di uguali dimensioni.
Tra il 1594 e il 1596, il Cardinale Alessandro de' Medici, titolare della basilica dal 1594 al 1600 (divenuto poi Papa Leone XI) fece eseguire da Giovanni Balducci, Paris Nogari, Girolamo Massei, Agostino Ciampelli, Baldassarre Croce, Stefano Pieri, la decorazione dell'intera navata centrale con otto scene della Passione e finti elementi architettonici che davano uno spazio diverso alla struttura piatta dei muri sopra gli architravi.
Nella parete di controfacciata, la decorazione affrescata spetta tutta al fiorentino Stefano Pieri: sul timpano sono le figure della Fede e della Giustizia, mentre ai lati del portale d'ingresso, sui pilastri sono rappresentati gli Apostoli e in due riquadri separati l'Annunciazione. Al di sopra sono due monocromi con Storie di Mosè e alcune figure di angioletti.
Sulla parete di fondo della navata destra è posto il monumento funebre di Silvio Santacroce, degli inizi del XVII secolo; mentre a sinistra è posta, per terra, la tomba di Giovanni Carbone (l'iscrizione reca la data ed il luogo della morte: Roma, 24 settembre 1388).
Su i piloni della navata centrale e su quelli di controfacciata, gli affreschi raffiguranti gli Apostoli furono dipinti da Giovanni Balducci.
Nella parte alta della navata, otto grandi finestre risalenti alla ristrutturazione di Carlo Borromeo che sostituiscono le ventiquattro del progetto originario. Il soffitto a cassettoni, risale al 1868, è formato di sei lacunari per ogni campata, dipinti con stelle dorate su fondo blu.
La pavimentazione fu rifatta nel 1918 in stile Cosmatesco. Un grande cerchio di porfido, indica il luogo in cui era prima situato un pozzo che raffigurava quello in cui Prassede conservava il sangue dei martiri.

### Navata di destra

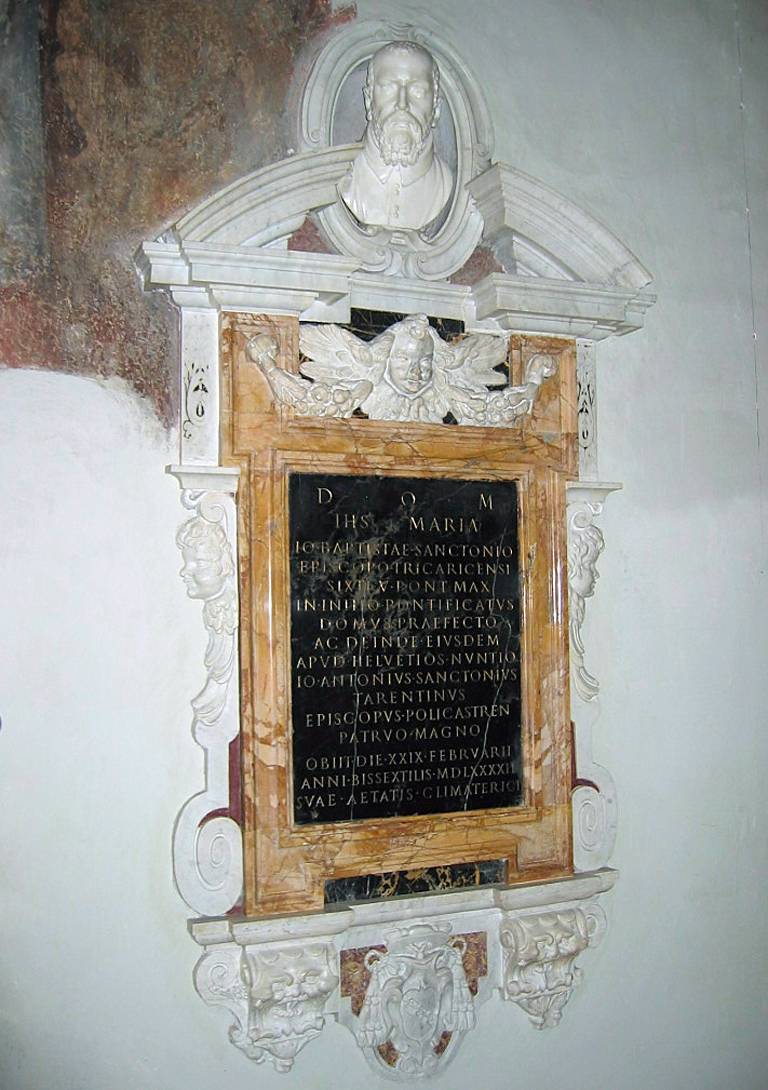
Monumento funebre a Giovanni Battista Santoni, di Gian Lorenzo Bernini

L'ingresso della chiesa in via di Santa Prassede conduce direttamente nella navata destra della basilica.

#### Cappella del Crocifisso
Alla destra dell'entrata laterale della Basilica si entra nella cappella del Crocifisso, ricavata nel XIII secolo chiudendo il braccio dell'antico transetto. Dato che era ridotta in pessime condizioni, nel 1927 venne risistemata ad opera del Soprintendente alle antichità Antonio Muñoz nella cappella vennero risistemati tutti i reperti trovati nei lavori di rifacimento del pavimento del 1918.
All'interno della cappella, si trovano:
- la tomba del cardinale Pantaleone Anchier (XIII secolo), titolare della basilica dal 1262 al 1286; l'epigrafe sopra la tomba ricorda il suo assassinio nella cappella il 1º novembre 1286. Il Cardinale è disteso sul sarcofago, poggiato su un telo finemente drappeggiato, che continua nella parte posteriore, segno che anticamente era staccato dalla parete.
- sulla parte opposta è un grande crocifisso ligneo dipinto, del XIV secolo restaurato nel 1998. Secondo la tradizione, parlò con Santa Brigida di Svezia.

#### Monumenti della navata destra
Tra la cappella del Crocifisso e la cappella di San Zenone, lungo la navata destra, sono posti alcuni monumenti e pitture di particolare interesse artistico e storico:
- l'affresco della Madonna della salute, incorniciato da un'edicola marmorea, autore ignoto del XIII secolo.
- sul primo pilastro sono collocati tre manufatti di particolare interesse: un'epigrafe del IX secolo, con i nomi dei martiri le cui reliquie furono traslate nella basilica da papa Pasquale I.
- Un affresco rappresentante la Crocifissione con san Giovanni e la Madonna (XIII-XIV secolo).
- Il monumento funebre a Giovanni Battista Santoni, il busto è un'opera giovanile di Gian Lorenzo Bernini, considerato come la prima scultura da lui eseguita a circa sedici anni.

#### Cappella del cardinale Coëtivy

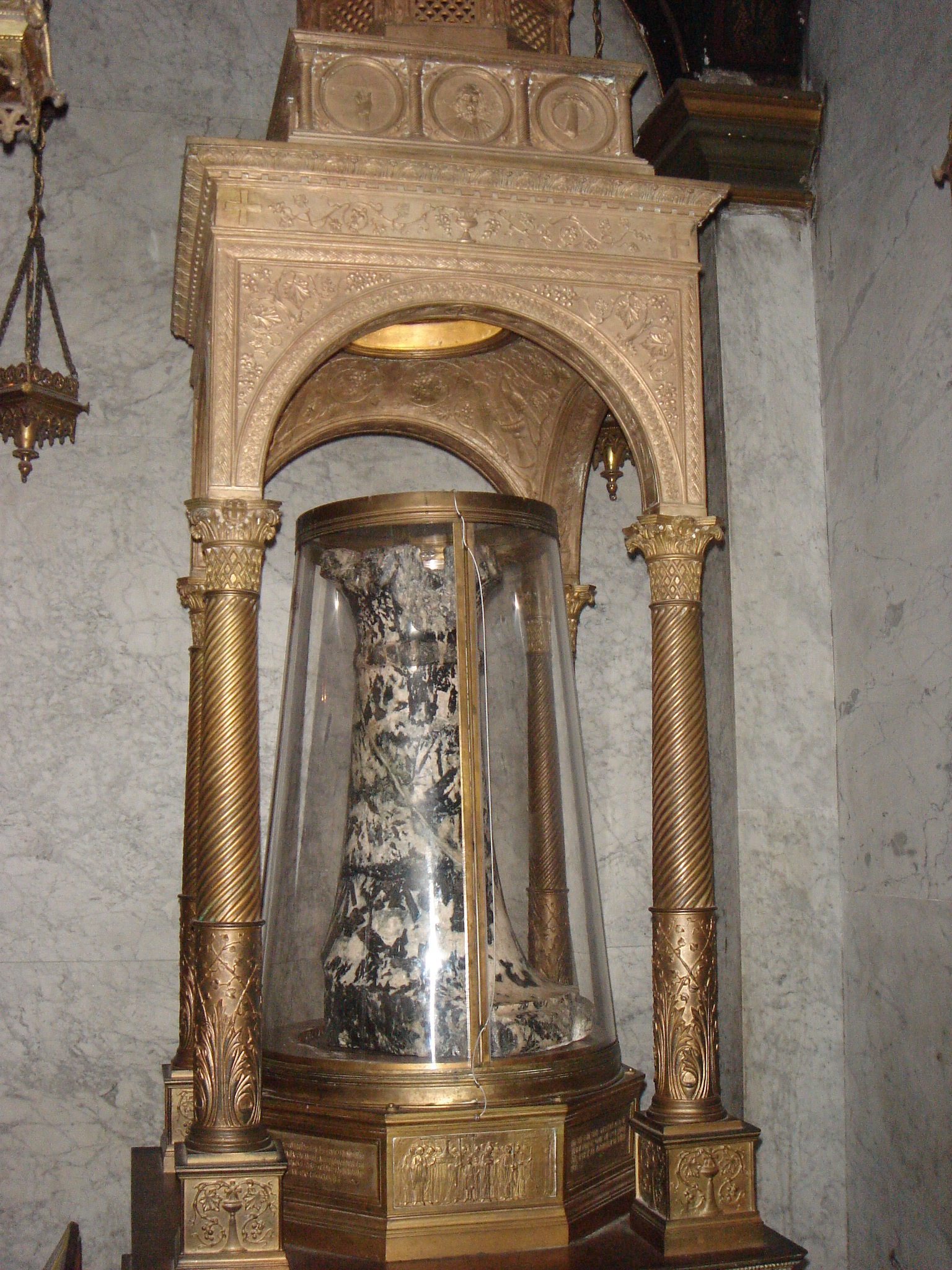
La colonna della flagellazione

Questa cappella custodisce, nella parete di sinistra, il monumento funebre al cardinale Alain de Coëtivy, titolare della basilica dal 1448 al 1474, anno della sua morte. Il monumento, attribuito ad Andrea Bregno è composto da una nicchia con arco e due piedritti: al centro è collocato il sarcofago, sullo sfondo vi sono i busti degli apostoli Pietro e Paolo; nei piedritti sono raffigurate le sante Pudenziana e Prassede.
Sulla parete opposta è l'entrata laterale al sacello di San Zenone; sopra l'ingresso è un quadro di Francesco Gai raffigurante la Flagellazione dipinto nel 1863.
Nella Parete centrale una lapide commemorativa di monsignor Federico Colonna del 1711.

#### Sacello di San Zenone
La cappella fu fatta erigere da papa Pasquale I come luogo funerario per la madre Teodora, e dedicato a san Zenone. Essa rappresenta uno dei rari esempi di cappella romana del IX secolo completamente rivestita di mosaici in stile bizantino.

#### Colonna della flagellazione
In una nicchia, aperta sia sulla cappella di san Zenone che sulla navata destra, si conserva una colonna alta circa 63 cm e con un diametro che varia da 13 a 20 cm, che si ritiene sia stata la colonna alla quale Gesù abbia subito la flagellazione. Questa colonna fu portata a Roma da Gerusalemme dal cardinale Giovanni Colonna nel 1223. La colonna è inserita all'interno di un'edicola-reliquiario in bronzo, eseguito nel 1898 su disegno di Duilio Cambellotti.

#### Cappella Cesi

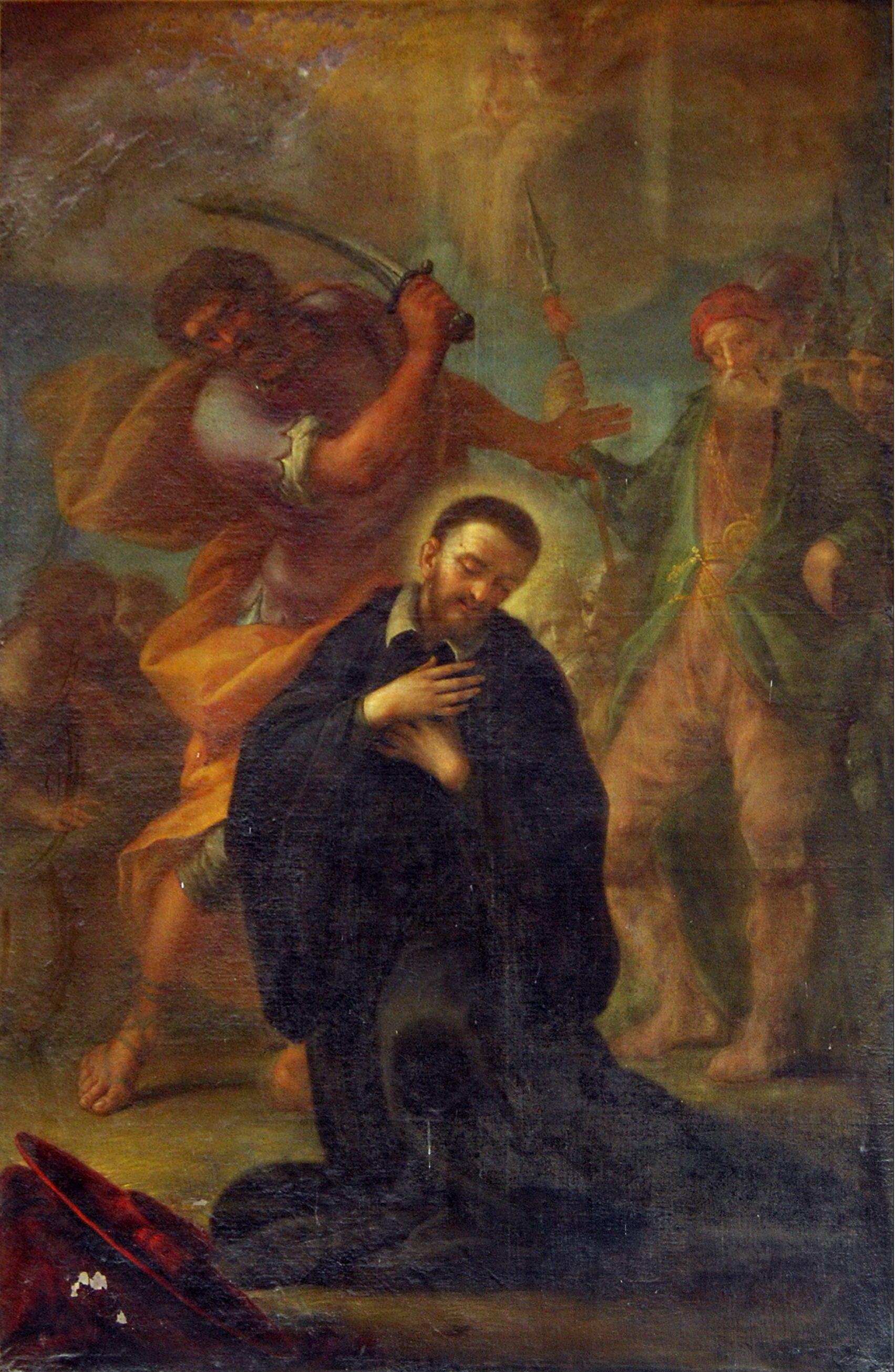
Martirio del beato Tesauro Beccaria di Domenico Pestrini

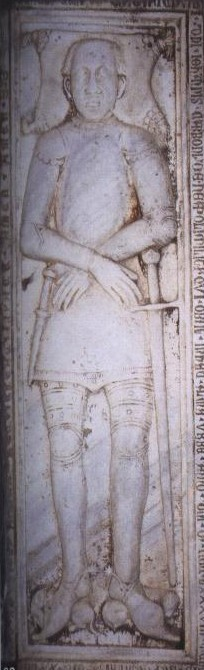
Tomba di Giovanni Carbone

Questa cappella fu voluta dal barone Federico Cesi e costruita, al posto di una preesistente, nel 1595. La volta fu dipinta da Guglielmo Cortesi: al centro la raffigurazione di Dio padre benedicente in gloria fra angeli; nei pennacchi sono raffigurati papa Pasquale I, san Filippo Neri, santa Francesca Romana e santa Firmina. Gli affreschi delle lunette laterali sono di Ciro Ferri. Le tele delle pareti sono ancora del Cortesi (Adorazione dei Magi e Santi Anna e Gioacchino). La pala d'altare raffigura San Pio X, ed è opera moderna del Bartoli: nel 1954 la cappella è stata ridedicata a papa Sarto.

#### Cappella di san Bernardo degli Uberti
Sorta nel XVIII secolo con questo nome, oggi è dedicata alla Madonna del Rosario, dopo la nuova sistemazione degli interni effettuata nel 1886. In essa si trovano i dipinti di Domenico Pestrini con il Martirio del beato Tesauro Beccaria, di Angelo Soccorsi con la figura di Pietro Igneo Aldobrandini e la pala d'altare raffigurante il santo a cui inizialmente fu dedicata la cappella.

### Navata sinistra
In fondo alla navata sinistra è collocata un'edicola del XVIII secolo. Sul fondo è inserita una lastra di marmo nero: la leggenda vuole che sia la pietra sulla quale Prassede dormiva e con la quale fu chiusa la sua tomba. Ai lati dell'edicola sono due affreschi raffiguranti i genitori della santa, Pudente e Sabina; nella parte superiore era presente un dipinto del XVIII secolo raffigurante la santa addormentata sulla stessa lastra di marmo, trafugato nel 1977.

#### Cappella di san Pietro
Fu edificata nel 1721 e rifatta nel 1735. La tela dell'altare, di autore ignoto, raffigura la Visita di san Pietro a casa del senatore Pudente. Nelle pareti laterali sono due dipinti di Giuseppe Severoni con le figure di Santa Pudenziana e San Giovanni Battista.

#### Cappella di san Carlo Borromeo
È stata edificata nel 1735; su di essa incombe una cupola con piccola lanterna. Ai quattro lati della cappella, entro delle nicchie, sono quattro statue di angeli che rappresentano le virtù cardinali (XVIII secolo). La pala dell'altare è di Étienne Parrocel e raffigura San Carlo che ringrazia Dio per la fine della peste. Alle pareti laterali due dipinti di Ludovico Stern (1709-1777) con San Carlo in preghiera e San Carlo in estasi.

#### Cappella Olgiati
È stata realizzata da Martino Longhi il vecchio tra il 1583 ed il 1586, e commissionata dagli Olgiati, banchieri comaschi, che ebbero un momento di gloria romana, occupando vari incarichi nella Camera Apostolica. All'interno si conservano tre monumenti funebri di membri della famiglia. La volta è completamente affrescata, opera del Cavalier d'Arpino (1587), con un ciclo pittorico ricco di figure, quali Ezechiele, Geremia, Michea, Mosè, san Gregorio Magno, san Girolamo, sant'Agostino, sant'Ambrogio fra angeli e sibille: al centro è l'Ascensione di Gesù fra gli apostoli e la Vergine.
La pala dell'altare è di Federico Zuccari e raffigura l'Incontro di Gesù con la Veronica. Ai lati dell'altare, del Cavalier d'Arpino, due dipinti con i santi Andrea e Bernardo di Chiaravalle. Alle pareti, altre due tele raffiguranti la Risurrezione di Cristo e l'Assunzione di Maria al cielo.

#### Cappella di san Giovanni Gualberto
Edificata nella prima metà del XIX secolo e dedicata al fondatore dei Vallombrosani, è stata completamente rifatta nel 1933, con pitture e mosaici di Giulio Bargellini.

#### Sacrestia
Dalla navata di sinistra si accede alla sacrestia della basilica, edificata per volontà di Carlo Borromeo dopo il 1564 (suo lo stemma al centro della volta), e dove sono conservate diverse tele:
- Sopra l'altare, la pala di Agostino Ciampelli del 1594 che rappresenta "San Giovanni Gualberto nella chiesa di San Miniato al Monte a Firenze che chiede il perdono a Cristo per l'assassino del fratello".
- La "Deposizione" di Giovanni de Vecchi detto Giovanni del Borgo, seconda metà del XVI secolo.
- La "Flagellazione di cristo" di Giulio Romano
- "San Giovanni Gualberto sotto il faggio di Vallombrosa" di Guglielmo Cortese (Guillame Courtois) detto il Borgognone XVII secolo.
- "San Torello da Poppi" di Antonio Raffaele Calliano 1810 circa.